# Movement
Movement ist das Debütalbum der Band New Order. Es erschien am 13. November 1981.

## Entstehungsgeschichte
Movement bezieht sich stilistisch noch stark auf die Werke der Vorgängerband New Orders, Joy Division. Nachdem deren Sänger Ian Curtis 1980 Suizid verübt hatte, übernahm der Gitarrist Bernard Sumner (und für zwei Stücke, namentlich „Dreams Never End“ und „Doubts Even Here“, der Bassist Peter Hook) den Gesang. Die Songs „I.C.B.“ – vermutlich kurz für „Ian Curtis Buried“ (Ian Curtis wurde begraben) und „The Him“ sind als Referenzen an den verstorbenen Sänger aufzufassen. Das Album zeichnet sich, anders als spätere Veröffentlichungen von New Order, durch eine deutlich düstere Stimmungslage und eine eher spärliche elektronische Instrumentierung aus. Von den Songs wurde keiner als Single veröffentlicht.
Für 2019 wurde eine „ultimative Neuausgabe“ des Albums angekündigt. Darauf sollen viele der Studiosessions veröffentlicht werden.

## Cover
Das Cover wurde von einem Plakat des italienischen Futuristen Fortunato Depero inspiriert.

## Titelliste
1. Dreams Never End – 3:13
2. Truth – 4:37
3. Senses – 4:45
4. Chosen Time – 4:07
5. I.C.B. – 4:33
6. The Him – 5:29
7. Doubts Even Here – 4:16
8. Denial – 4:20